# Seamus Davey-Fitzpatrick
Seamus Liam Davey-Fitzpatrick (New York, 29 december 1998) is een Amerikaans acteur.

## Biografie
Davey-Fitzpatrick werd geboren in New York en groeide op in East Stroudsburg. Hij figureerde in televisiecommercials toen hij een maand oud was.
Davey-Fitzpatrick is in zijn vrije tijd actief in voetbal, scuba duiken, skateboarden, snowboarden en skiën.

## Filmografie

### Films
Uitgezonderd korte films.
- 2017 The Dinner - als Rick Lohman .
- 2015 No Letting Go - als Kyle (14 jaar oud)
- 2014 Pawn Sacrifice - als Bobby Fisher als tiener
- 2014 The Longest Week - als jonge Conrad
- 2013 Wish You Well – als Diamond Skinner
- 2013 Northern Borders – als Austin Kittredge III
- 2013 Before Midnight – als Hank
- 2012 Moonrise Kingdom –als Roosevelt
- 2011 The Key Man – als Sam
- 2009 Everybody's Fine – als jonge Robert
- 2006 The Omen 666 – als Damien

### Televisieseries
Uitgezonderd eenmalige gastrollen.
- 2011 Lights Out – als Dylan – 7 afl.
- 2010 Damages – als Kevin Tobin – 4 afl.
- 2007 – 2008 Guiding Light – als Will Winslow – 45 afl.
- 2007 The Black Donnellys – als Matthew – 5 afl.

- Biblioteca Nacional de España: XX5442125
- International Standard Name Identifier: 0000 0000 4801 9174
- Library of Congress Control Number: no2007037199
- Nationale Bibliotheek van Israël: 987007383228505171
- Système universitaire de documentation: 174374437
- Virtual International Authority File: 9619081
- WorldCat: E39PBJgCMFPKYkgCTMwWdYpF8C